# オットマール・ハスラー
オットマール・ハスラー（Otmar Hasler、1953年9月28日 - ）は、リヒテンシュタインの政治家。元首相。

## 経歴
首都ファドゥーツ生まれ。2001年4月の選挙で市民進歩党が単独過半数を獲得し、同年5月5日に首相に就任。2003年には憲法改正を行った。
2005年の選挙で祖国連合と連立政権を組み首相を続投。総務、財務、建設・公共事業相を兼任。市民進歩党党首。
2009年3月25日首相の座をクラウス・チュッチャーに譲った。